# 三つの月
『三つの月』（みっつのつき）は、CBCテレビの制作により、2015年10月3日の14時00分 - 15時24分にTBS系列で放送された日本の単発テレビドラマ。『月に祈るピエロ』（2013年）、『月に行く舟』（2014年）に続く"月シリーズ"三部作の完結編。
「恋愛の神様」と呼ばれる脚本家の北川悦吏子が中国のことわざ「一月三舟」（「いちげつさんしゅう」・停まっている舟、北に向かう舟、南に向かう舟には同じ月も違って見えるという意味）に着想を得て初めて“不倫の恋”を描いた作品。撮影は白川郷などで行われた。
東京ドラマアウォード 2016・ローカルドラマ受賞。

## あらすじ
山あいの町で日常に埋もれていた小坂繭の前に東京から来たひとりの男・秋風が現れ、廃校に取り残されたピアノでドビュッシーの「アラベスク第1番」を弾く。彼は廃校で統合となる新しい学校の校歌を作曲するためにやって来たという。繭はお金儲けの夢を追っている夫と介護を必要とする姑、離れて暮らす息子との生活があり、小さな食堂の経営に追われている。バツイチの秋風が3か月も滞在する理由はスランプで新曲が書けないからだという。ある夜、繭が「月がきれい」というと秋風が夏目漱石が“I love you.”をそう訳したというと繭は知っていて話したと答える。前夫を亡くしている姑は昔結婚していたという男とよりを戻していた。「一月三舟」という言葉を教えてくれる。2人で花火を見るまでになり、小沢健二の「いちょう並木のセレナーデ」を一緒に歌い、思わず抱きしめる。ところが、スランプから脱した秋風は映画音楽の大きな仕事が入って帰京することになる。もう一度会いたい、駅で待っているという手紙を受け取り、繭は身支度を整える。出かける瞬間、硬い爪を踏む。夫が切った爪の破片だった。我に返った繭は手紙を握りつぶし、淡い恋が終わる。

## キャスト
小坂 繭
演 - 原田知世
アラフォーの主婦。夫の実家の食堂を切り盛りしている。
秋風 蒼太
演 - 谷原章介
東京からやってきた作曲家。
小坂 幸一
演 - 菅原大吉
繭の夫。
なつみ
演 - 岩田さゆり
繭が営む食堂のアルバイト。
洋子
演 ‐ 立枝歩
幸一の姉。
神谷 照子
演 ‐ 山田スミ子
「大野総合病院」看護師。
黒田
演 ‐ 青柳文太郎
「大野総合病院」医師。
高嶋 知子
演 ‐ 和泉ちぬ
繭が所属するママさんコーラス部員。
鎌田 晋吾
演 ‐ 川上たけし
「鎌田税理士事務所」税理士。
並木 孝
演 - 山本學
入院中の綾を度々訪ねてくる男性。
小坂 綾
演 - 八千草薫
繭の姑。「大野総合病院」に入院中。
その他
演 - 佐藤夕美子

## スタッフ
- 作 - 北川悦吏子
- 演出 - 堀場正仁
- プロデューサー - 堀場正仁、大谷佐代、櫻井美恵子
- 音楽 - 富貴晴美
- 助監督 - 鴨川哲郎
- 撮影 - 佐多賀剛
- 制作協力 - 国際放映
- 制作著作 - CBCテレビ